# Władysław Paciak
Władysław Paciak (ur. 20 kwietnia 1903 roku w Potkannie k. Przytyka, zm. 5 października 1983 roku w Radomiu), w 1929 roku ukończył Seminarium Duchowne w Sandomierzu.
Początkowo pracował w wiejskich parafiach diecezji sandomierskiej. W 1945 roku rozpoczął studia wyższe w Krakowie. Na Uniwersytecie Jagiellońskim ukończył teologię (dyplom 1949) i historię sztuki (dyplom 1952), a na Akademii Sztuk Pięknych – malarstwo (dyplom 1954). Od 1953 roku aż do śmierci mieszkał w Radomiu przy ulicy Sienkiewicza 13 pełnił obowiązki konserwatora diecezjalnego, a od 1955 był rezydentem w parafii Opieki Najświętszej Maryi Panny.
Swoje najważniejsze dzieła zaczął tworzyć po powrocie z półrocznej podróży po Francji i Włoszech z miesięcznym pobytem w Wiedniu(1960/61). Malował zarówno obrazy w nurcie abstrakcyjnym i sakralnym; podejmował wielkie tematy sztuki dawnej. Stworzył cykle: Madonny, Ukrzyżowanie, Sąd Ostateczny, Żydzi, tematy ze Starego i Nowego Testamentu. W cyklu Droga Krzyżowa obrazy na blasze stały się częścią obiektów montowanych z drewna, gwoździ, drutów. W latach 1963–71 powstały najbardziej znane cykle: Majdanek, Dziecko w Obozie Hitlerowskim, Wietnam walczy. Spuścizna artysty obejmuje ponad 700 obrazów, kolaży, rysunków; 500 z nich znajduje się w kolekcji radomskiego Muzeum Sztuki Współczesnej, ponad 100 w Wyższym Seminarium Duchownym w Radomiu. Tutaj też znajduje się cykl obrazów Jan Paweł II] w Polsce powstały na początku 1979 roku – wizja papieskiej pielgrzymki do ojczyzny, która wkrótce miała się odbyć.
Jego pierwsza wystawa indywidualna w 1957 r. była w kraju sensacją. Jako kapłan i jednocześnie twórca sztuki sakralnej należącej do nurtu sztuki nowoczesnej był w Polsce prekursorem.
W roku 2013 przypada 110 rocznica urodzin księdza artysty. Czwarta retrospektywna wystawa jego twórczości odbyła się 11 września w Radomiu. Poprzednie wystawy miały miejsce 3 w Radomiu, jedna we Wrocławiu.